# Jezioro bagienne
Jezioro bagienne – typ jeziora, powstały w wyniku utrudnionego odpływu wód gruntowych, najczęściej z miejsc położonych w obniżeniach terenu, małych kotlinach. Zazwyczaj ma niewielką powierzchnię i tendencję do zarastania. Przykładem może być Jezioro Bagienne w Pile.